# Korona cesarska Katarzyny I

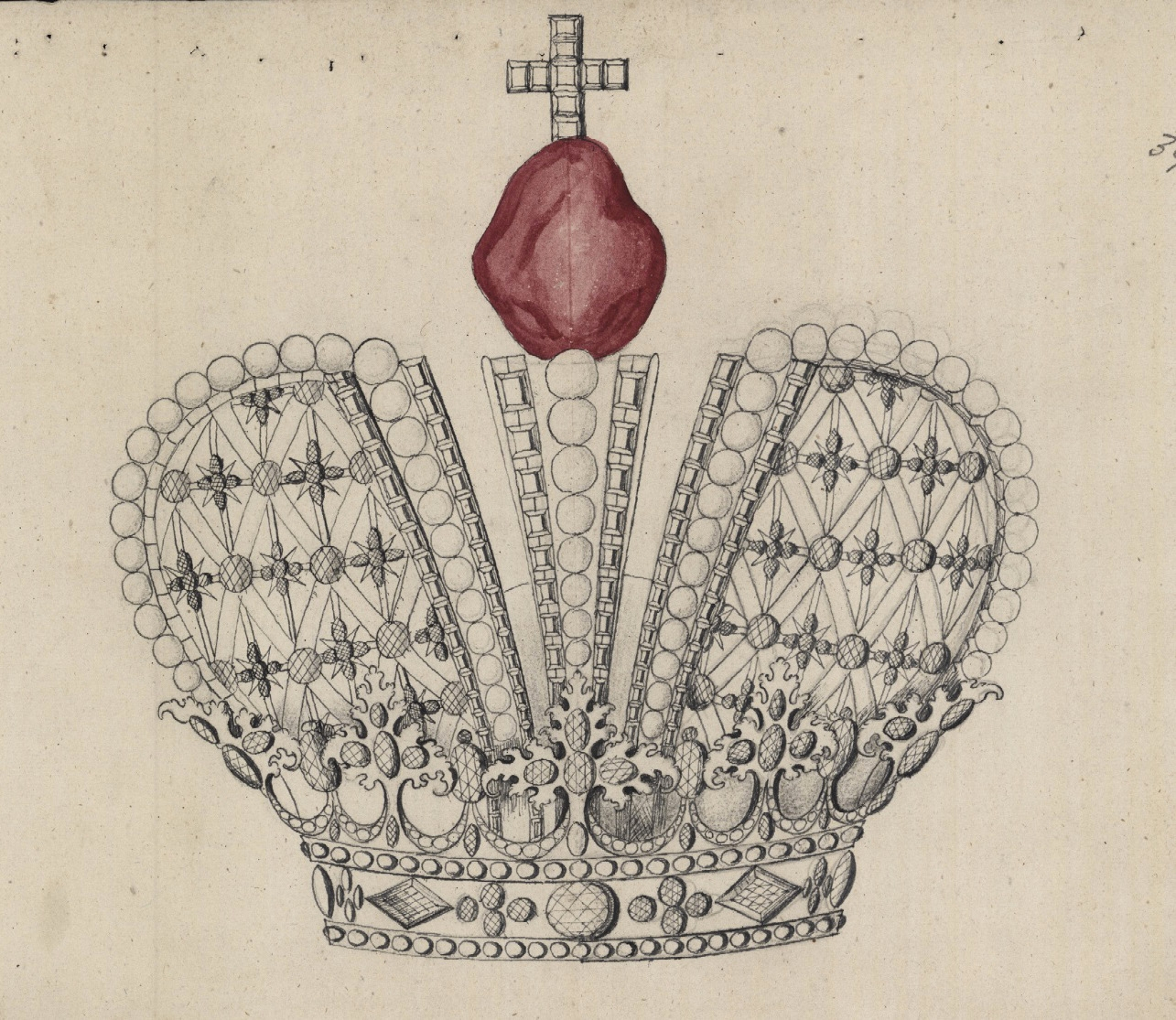

Korona cesarska Katarzyny I – korona imperatorska cesarzowej Rosji Katarzyny I Aleksiejewny wykonana przez petersburskiego jubilera Samsona Larionowa na zamówienie cara Piotra I Wielkiego w 1724 roku. Szkielet korony jest obecnie przechowywany w kremlowskim Arsenale (Orużejnaja Pałata) w Moskwie.
Korona cesarska Katarzyny I była pierwszą imperatorską koroną Rosji. Powstała jako insygnium koronacyjne i posłużyła Piotrowi I Wielkiemu do ukoronowania swojej małżonki na cesarzową rosyjską w Moskwie w 1724 roku.
W 1730 roku caryca Anna Iwanowna Romanowa zamówiła u swojego nadwornego jubilera nową koronę cesarską. Aby zaoszczędzić na kamieniach szlachetnych nakazała wymontować je z korony Katarzyny I.
Na początku XIX wieku zachowany metalowy szkielet korony car Aleksander I Romanow przekazał do zbiorów kremlowskiego Arsenału.
Przed zniszczeniem korona Katarzyny I Aleksiejewny była wspaniałym insygnium, ozdobionym przez 2564 diamenty, perły i inne drogocenne kamienie. Największym z nich był nieregularny rubin wielkości gołębiego jaja wieńczący kabłąk korony. Cała korona nawiązywała swoim kształtem do mitr cesarzy bizantyjskich. Składała się z dwóch półkul, które symbolizowały jedność wschodniej i zachodniej części cesarstwa rzymskiego.